# عبد الصمد العشاب
عبد الصمد العشاب (1937 - 2012)، هو كاتب ومؤرخ وإعلامي مغربي، يُصنف الراحل ضمن أعلام الفكر والثقافة الذين أنجبتهم مدينة طنجة، كما يُعتبر منارة للعطاء المعرفي. ويُعد أحد أبرز تلامذة العلامة عبد الله كنون، فهو ابن أخته، الذي ائتمنه على مكتبته القيّمة بعد وفاته، والذي كان له الفضل في تنظيمها والحفاظ على محتوياتها القيّمة. واشتغل العشاب، أيضا، في المجال الإعلامي ككاتب صحافي وكإذاعي، وكان له برنامج يذاع عبر أثير إذاعة طنجة، حمل عنوان «أعلام من الشمال»، الذي سبر أغوار حياة علماء وفقهاء وأدباء من شمال المغرب، سواء المعروفين منهم أو من لم ينالوا حظهم من التعريف.

## وفاته
توفي يوم الجمعة 9 مارس 2012 بمدينة طنجة، إثر أزمة قلبية ألمت به، وشيع جثمانه بعد صلاة عصر يومه السبت 10 مارس في موكب جنائزي نحو مقبرة المجاهدين بمدينة طنجة.

## من مؤلفاته
وخلف السيد عبد الصمد العشاب٬ الذي كان يعتبر ذاكرة حية لمدينة طنجة٬ مجموعة من المؤلفات تناولت سير أعلام مدينة طنجة كما نقبت في تاريخ المدينة الثقافي والأدبي نظرا لمجايلته لكبار شخصيات مدينة طنجة قبل وبعد الاستقلال. منها:
- كتاب: «ذاكرة الكتابة» (جمع فيه مجموعة من المواد التوثيقية حول مدينة طنجة).
- كتاب «أعلام طنجة في العلم والأدب والسياسة» (رصد فيه مسار مجموعة من كبار الشخصيات).
- كتاب: «في قلب الحركة الوطنية» (تجميع وتدقيق مجموعة من المراسلات بين رجالات الحركة الوطنية في مختلف ربوع المغرب٬ وذلك بالاعتماد على الأرشيف الذي خلفه العلامة عبد الله كنون).
- كتاب: «مولاي عبد السلام بن مشيش»
- كتاب: «القطب الرباني مولاي عبد السلام بن مشيش».
- كتاب: «من أعلام طنجة في العلم والأدب والسياسة».
- كتاب: «فهرس مخطوطات مكتبة عبد الله كنون».
- كتاب: «أنوار صوفية وإشراقات ربانية لعلماء وصلحاء المغرب».
- كتاب: «عبد الصمد العشاب: ذاكرة الكتابة».

## وصلات خارجية
- صفحة كتبه على موقع كودريدرز